# Gran Premi Pascuas
El Gran Premi Pascuas (en euskera Pascuas Sari Nagusia) és una antiga cursa ciclista d'un sol dia que es disputava pels voltants de Pamplona entre 1924 i 1983. Domingo Perurena, amb sis victòries, és el ciclista que més vegades l'ha guanyat.

## Palmarès
| Any                    | Vencedor                 | Segon                        | Tercer                         |
| ---------------------- | ------------------------ | ---------------------------- | ------------------------------ |
| 1924                   | Remigio Loroño           | Segundo Barruetabena         | José Saura                     |
| 1925                   | Domingo Gutiérrez        | Cesareo Sarduy               | Salvador Artaza                |
| 1926                   | Jesús García             | Segundo Barruetabena         | Cesareo Sarduy                 |
| 1927                   | Ricardo Montero          | Leon Devos                   | René Vandenberghe              |
| 1928                   | Ricardo Montero          | Manuel López                 | Enrique Aguirre                |
| 1929                   | Francisco Cepeda         | Luciano Montero              | Jesús Dermit                   |
| 1930                   | Vicente Trueba           | José Garcia                  | Valeriano Riera                |
| 1931-1934. No disputat |                          |                              |                                |
| 1935                   | Paul Larrouy             | Severiano Hevia              | Antonio Escuriet               |
| 1936                   | Antonio Escuriet         | Jesús Dermit                 | Fermín Apalategui              |
| 1937-1939. No disputat |                          |                              |                                |
| 1940                   | Federico Ezquerra        | Fermín Trueba                | Francisco Goenaga              |
| 1941                   | José Lahoz               | Martín Abadía                | Benito Cabestreros             |
| 1942                   | Ignacio Orbaiceta        | Jesús Dermit                 | Benito Cabestreros             |
| 1943                   | José Lahoz               | Benito Cabestreros           | Ignacio Orbaiceta              |
| 1944                   | Ignacio Orbaiceta        | Vicente Carretero            | José Campos                    |
| 1945                   | Ignacio Orbaiceta        | Joaquim Olmos                | Cipriano Aguirrezabal          |
| 1946                   | Dalmacio Langarica       | Miquel Poblet                | José Escolano                  |
| 1947                   | Miquel Gual              | Bernat Capó                  | Antoni Gelabert                |
| 1948                   | Miquel Poblet            | Dalmacio Langarica           | Antonio Martín                 |
| 1949                   | Josep Serra              | Hortensio Vidaurreta         | Vicente Marín                  |
| 1950                   | Jorge Vallmitjana        | Victorio García              | Victorio Ruíz                  |
| 1951                   | Pere Sant i Alentà       | Jaime Coscolluela            | Jaime Montaña                  |
| 1952                   | Antoni Gelabert          | Vicent Iturat                | Julián Aguirrezabal            |
| 1953                   | Mariano Corrales         | Vicent Iturat                | Pere Sant i Alentà             |
| 1954                   | Andreu Trobat            | Bernardo Ruiz                | Manuel Rodríguez Barros        |
| 1955                   | Vicent Iturat            | Gabriel Company Bauzà        | Emilio Rodríguez Barros        |
| 1956                   | Miguel Bover             | Bernardo Ruiz                | José Escolano                  |
| 1957                   | René Marigil             | Robert Gibanel               | Carmelo Morales Erostarbe      |
| 1958                   | Bernardo Ruiz            | Jesús Galdeano Portillo      | Francisco Moreno               |
| 1959                   | Antonio Bertrán          | Carmelo Morales Erostarbe    | Miquel Pacheco                 |
| 1960. No disputat      |                          |                              |                                |
| 1961                   | Vicente Iturat           | Roberto Morales Erostarbe    | Juan Manuel Menéndez Gómez     |
| 1962                   | José Segu                | José Pérez-Francés           | Antón Barrutia Iturriagoitia   |
| 1963                   | Juan José Sagarduy       | Roberto Morales Erostarbe    | José Pérez-Francés             |
| 1964                   | Luis Otaño               | Antón Barrutia Iturriagoitia | Carlos Echeverría              |
| 1965                   | Carlos Echeverría        | Eusebio Vélez Mendizábal     | Antonio Blanco Martínez        |
| 1966                   | Juan José Sagarduy       | Domingo Perurena             | Fulgencio Sánchez Montesinos   |
| 1967                   | José Antonio Momeñe      | Carlos Echeverría            | José Maria Azcue               |
| 1968                   | Domingo Perurena         | Jaume Alomar Florit          | José Pérez-Francés             |
| 1969                   | Domingo Perurena         | Carlos Echeverría            | José Manuel Lasa Urquía        |
| 1970                   | Luis Zubero              | Antonio Gómez del Moral      | Domingo Perurena               |
| 1971                   | Domingo Perurena         | José Manuel López Rodríguez  | Ramón Sáez Manzo               |
| 1972                   | Santiago Lazcano         | José Luis Abilleira Balboa   | Francisco Galdós Gauna         |
| 1973                   | Jesús Esperanza          | José Grande Sánchez          | Luis Balagué Carreño           |
| 1974                   | Domingo Perurena         | Miguel María Lasa            | Francisco Javier Elorriaga     |
| 1975                   | Miguel María Lasa        | Domingo Perurena             | Jean-Jacques Fussien           |
| 1976                   | Domingo Perurena         | Agustín Tamames              | Francisco Javier Elorriaga     |
| 1977                   | J.A. González Linares    | Joan Pujol Pagès             | Antonio Menéndez González      |
| 1978                   | Domingo Perurena         | Daniele Tinchella            | Francisco Javier Elorriaga     |
| 1979                   | Manuel Esparza           | Jesús Suárez Cuevas          | Miguel María Lasa              |
| 1980                   | Enrique Martínez Heredia | Jesús Suárez Cuevas          | Miguel María Lasa              |
| 1981                   | Juan Fernández           | Eulalio García Pereda        | José Luis Viejo                |
| 1982                   | Faustino Rupérez         | Eulalio García Pereda        | Federico Echave                |
| 1983                   | Alfonso Gutiérrez        | Federico Echave              | Modesto Urrutibeazcoa Valencia |